# 仙台ホテル

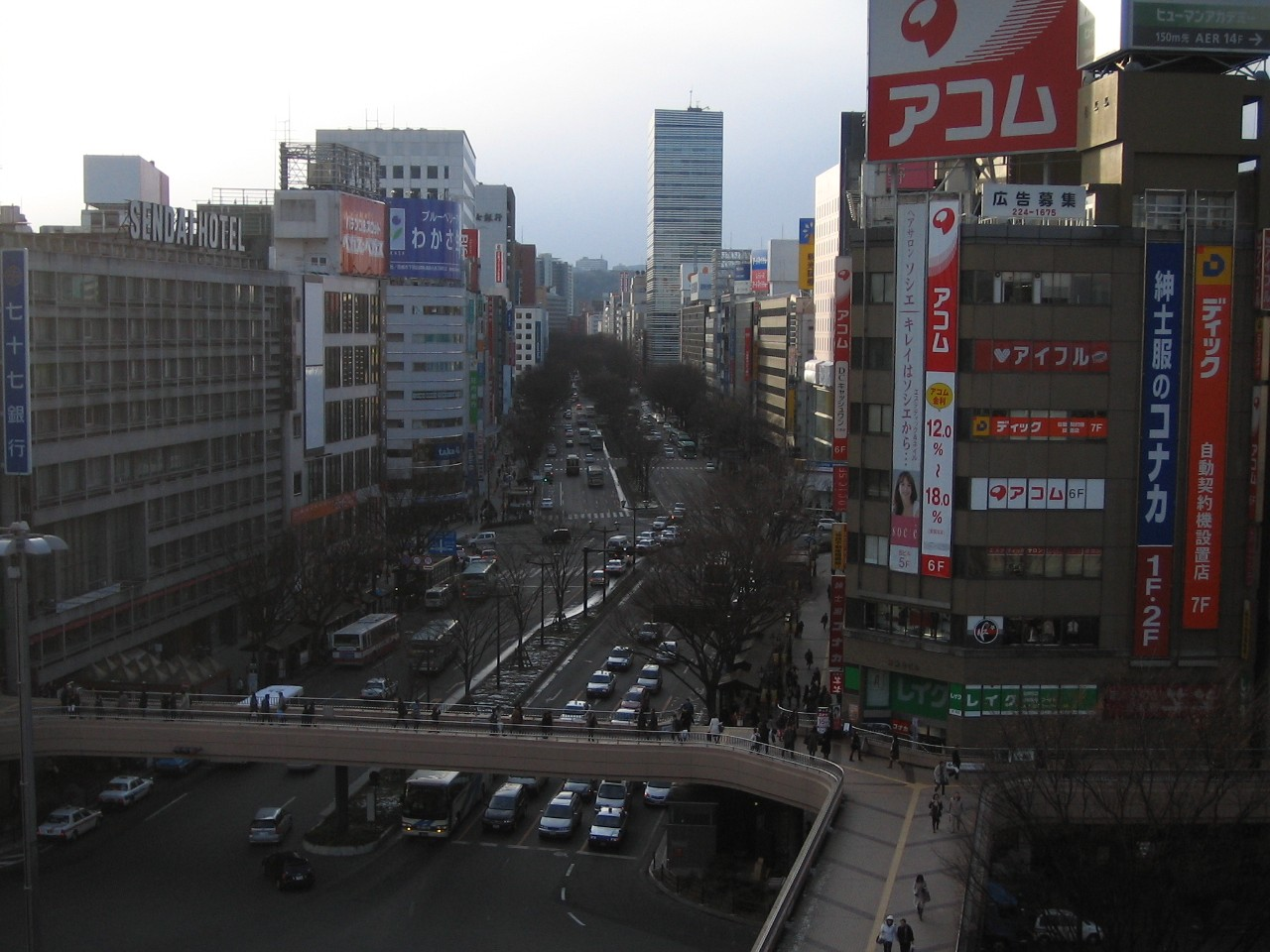
JR仙台駅屋上駐車場から見た仙台ホテル（写真左端）と青葉通（写真中央）（2008年1月26日）

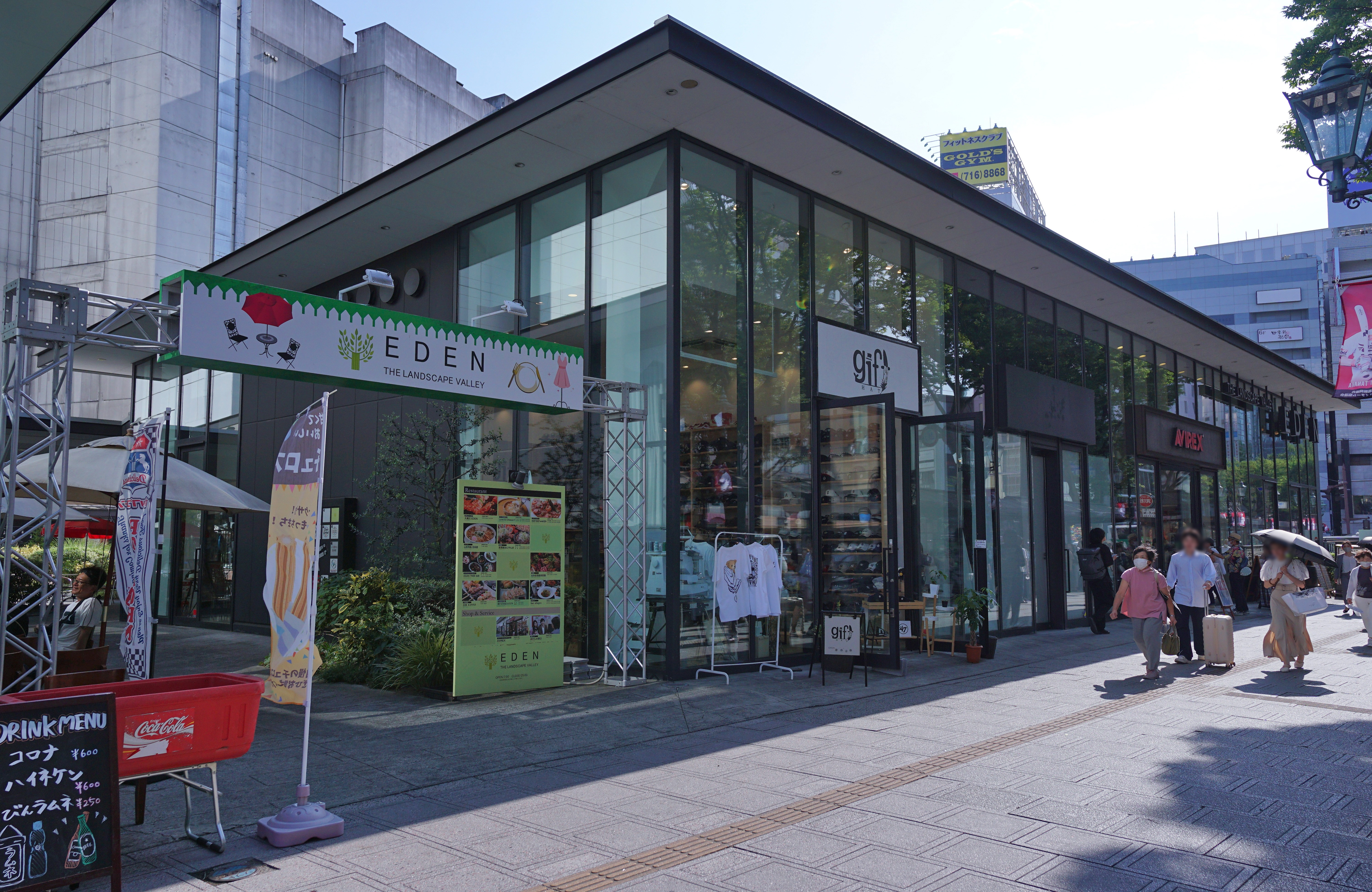
跡地はEDENとして運営（2024年1月31日閉店)

仙台ホテル（せんだいホテル）は、宮城県仙台市青葉区中央にあったホテルである。JR仙台駅西口の前、青葉通に面していた。2009年（平成21年）末に閉館した。

## 沿革
江戸時代の仙台では、奥州街道沿いの国分町、あるいは、水産物（五十集物）の独占販売権を持っていた肴町に旅籠が集まっていたが、1887年（明治20年）12月15日の日本鉄道・本線（現在のJR東日本・東北本線）の仙台開業により、仙台駅前（現在の仙台駅西口）が仙台の玄関口となり、旅館が集積した。仙台区国分町にあった旅籠「大泉屋」も仙台駅前に支店を開業し、1896年（明治29年）には東北地方初の洋式ホテル「仙台ホテル」を開業した。東京の帝國ホテルやホテルオークラで「仙台で良いホテルは？」と尋ねると真っ先に勧められる程のサービスと格式を誇る、東北を代表するホテルだった。
現在、ホテルの土地・建物は、オリックスのグループ会社であるオリックス不動産（東京都）が所有している。2008年（平成20年）4月、同社は仙台ホテルに隣接するGSビルの土地・建物を大成商事（山形県）から買収した。これでブロック内は、オリックス不動産（仙台ホテルとGSビル。敷地合計約3770m2）、および、ヒューモス（ヒューモスファイヴと、仙台ロフトが核テナントの仙台駅前開発ビル）に地権者グループが整理され、オリックス不動産がブロックの一体開発の可能性を探っている。ホテルを運営するケン・仙台ホテルマネジメントも建て替えを希望している。
2009年（平成21年）12月31日をもって営業を終了した。105人の従業員は、国内外27箇所にある系列ホテルへの転籍もしくは退職となった。

### 年表
- 1850年（嘉永3年） - 陸奥国仙台藩領の仙台・国分町（奥州街道沿い）に、旅籠「大泉屋」が創業[† 1]。
- 1887年（明治20年） - 宮城県仙台区国分町の旅籠「大泉屋」が、東北線開通に合わせて仙台駅前に支店を開業[† 2]。2階建ての切妻造平入り町屋建築で、1937年（昭和12年）まで使用された。
- 1896年（明治29年） - 「仙臺ホテル」を仙台駅前広場に面した場所に開業[† 3]。2階建ての和洋折衷建築であり、東北地方初の洋式ホテルであった[3]。
- 1905年（明治38年）
  - 4階建ての擬洋風建築に建て替え。
  - 出羽三山・本道寺（神仏分離により口之宮湯殿山神社。山形県西川町）の仁王像一対を1875年（明治8年）から所有していた弥勒院（山形県河北町）から買い取り、ホテルの1階玄関に安置[4]。
- 1922年（大正11年）12月 - アルベルト・アインシュタインが宿泊（参照）[5]。ノーベル賞を受賞したばかりのアインシュタインを歓迎しようと市民が多数集まり、仙台駅から目の前の当ホテルに辿り着くまで20分もかかった[6]。
- 1935年（昭和10年） - モダニズム建築に建て替え。
- 1945年（昭和20年）7月10日 - 仙台空襲で被災。
- 1954年（昭和29年） - 青葉通完成。
- 1964年（昭和39年） - 東京オリンピックに合わせ、9階建ての現在の建物が完成。仁王像一対は3階ロビーに移設[4]。
- 1982年（昭和57年）6月23日 - 東北新幹線開通。
- 1985年（昭和60年） - ホテルを全面改装。同時に隣接して仙台ホテルアネックスビルを増築。
- 2005年（平成17年）
  - 6月6日 - ケン・コーポレーション（東京都）などが設立したアールアンドジェイ仙台（同）が、伯養軒（当時。仙台市）から仙台ホテルの土地・建物を買収。
  - 7月1日 - ホテルの運営が伯養軒ホテル事業部仙台ホテルからケン・仙台ホテルマネジメントに譲渡。これで、アールアンドジェイ仙台が所有者、ケン・仙台ホテルマネジメントが運営のホテルとなる[3]。
  - 11月15日 - 仁王像一対を口之宮湯殿山神社に寄贈[4]。
  - 12月 - 全面改装[4]。
- 2007年（平成19年）2月 - オリックス不動産（東京都）がアールアンドジェイ仙台を買収。オリックス不動産が所有者、ケン・仙台ホテルマネジメントが運営のホテルになる[3]。
- 2009年（平成21年）
  - 6月26日 - 年内で営業終了することが報道される[3]。
  - 12月31日 - この日をもって営業終了[1]。
- 2011年（平成23年）7月22日 - ランドエスケープデザインを考慮した商業施設"EDEN"がオープン。青葉通りに面している"EDEN"の看板は仙台ホテルの看板をそのまま再利用する。一帯をオリックス不動産が管理しているため将来的には一帯を再開発する予定[7]。
- 2024年（令和6年）1月31日 - EDENが閉店[8][2]。

## 館内
9階
- 客室（エグゼクティブフロア）

8階
- 客室

7階
- 客室（全面禁煙フロア）

6階
- 客室

5階
- 宴会場（小1室）
- 飲食店（仏料理フォンテーヌ・ブロー他2店舗）

4階
- 宴会場（小5室）
- 会議室（1室）
- 神殿

3階
- 宴会場（大1室、中1室）
- 教会

2階
- 宴会場（中1室）
- 飲食店（2店舗）

1階
- フロント
- ロビー
- 飲食店（洋食1店舗・昭和60年前半より安田信託銀行が移転）
- 駐車場

地下1階
- 飲食店（中国小菜館　壽林、ルフラン、月の浦）、テイクアウトショップ、テナント数社、カットハウスなど

## アクセス
- JR仙台駅西口より徒歩2分
- 仙台市地下鉄仙台駅/JRあおば通駅 北1出口より徒歩1分 
  - 駐車場は中央1出口の隣にある。
- 駐車場：80台（大型バス2台分含む。200円/30分。宿泊者1000円。その他、利用者割引あり）

車寄せ（ポーチ）は青葉通側にあるが、駐車場の入口は愛宕上杉通沿いにある。